# Quantidade vocálica
A quantidade vocálica (também conhecida como duração) é uma terminologia fonética utilizada para definir as vogais curtas e longas de acordo com suas durações.